# Class 124
La Class 124 de British Rail est un élément automoteur diesel à unités multiples de type Mark 1 utilisé pour le transport de passagers au Royaume-Uni. 8 rames et trois éléments de réserves ont été construits en 1960-1961 par les ateliers de Swindon afin d'assurer des dessertes InterCity entre Hull, Leeds, Manchester et Liverpool traversant la chaîne des Pennines, d'où leur surnom de Trans-Pennine.
Prévues pour circuler en rames de 6 éléments (quatre motrices encadrant deux remorques dont une voiture-restaurant), elles circulaient fréquemment en fin de carrière avec des motrices et remorques de la Class 123, le système de commande en unité multiple étant compatible. Réduites à des compositions de quatre caisses, elles sont retirées de la circulation en 1984.

## Historique
Cette série d'autorails Intercity à six éléments a été conçue pour remplacer la traction vapeur sur des trains directs entre la côte est et la côte ouest (service Hull – Liverpool).

## Description
Tout comme les autorails Intercity des classes 123, 126 et leurs prototypes, la carrosserie de chaque élément est basée sur les voitures Mark 1, ce qui les distingue des autres autorails unifiés lesquels empruntent de nombreux éléments aux Mark 1 mais sur un châssis généralement plus court. L'attelage et les tampons sont du même type que le matériel remorqué mais le profil en coupe est différent. Ils présentent une certaine similarité avec les automotrices Mark 1 des British Railways.
À l'instar des autres autorails britanniques de l'époque, la motorisation est positionnée sous le châssis et actionne les essieux moteurs par le biais d'une transmission mécanique. Leur moteur Leyland 902 est d'ailleurs également utilisé sur les camions Leyland Buffalo. L'intérieur n'a rien à envier aux voitures Mark 1 employées sur les trains express en rame tractée. Comme sur les autorails plus légers, la partie avant des motrices DMC est en disposition "coach" avec les sièges faisant face à la cloison vitrée de la cabine du conducteur. Les motrices MBSL n'ont pas de poste de conduite ce qui leur interdit d'être positionnées en tête. En cas d'indisponibilité d'une motrice de tête, une motrice issue d'un autorail de la classe 101, 104 voire une paire d'autorails classe 108 pouvait s'y substituer, le système de commande en unité multiple blue square (carré bleu) étant compatible.
Les types suivants ont été fabriqués :
- DMC (Driving Motor Composite) avec la cabine de conduite, un salon de 15 places de 1re classe tournées vers la cabine, un salon de 6 places de 1re en vis-à-vis et deux vestibules encadrant une salle de 36 places de 2e classe en configuration coach ;
- MBSL (Motor Brake Second with Lavatories) avec un compartiment à bagages à couloir latéral, deux compartiments non-fumeurs de 8 places chacuns, un vestibule et quatre compartiments fumeurs avec un vestibule et deux toilettes à l'extrémité et une porte supplémentaire au milieu côté couloir ;
- TFBL (Trailer First with Buffet and Lavatory) avec une toilette, trois compartiments de six places, une salle à manger avec deux tables "mange debout", deux tables de quatre chaises chacune et une paire de portes auxiliaires ainsi qu'une cuisine avec comptoir et une toilette réservée au personnel ;
- TSL (Trailer Second with Lavatory) avec deux salles de 32 places en vis-à-vis et trois paires de portières dans des vestibules séparés, comme sur les voitures Mark 1 correspondantes.

En service ordinaire, une rame est composée de deux DMC encadrant deux MBSL, une remorque à place assises et une remorque buffet (omise sur certains trajets). En puisant dans l'effectif de remorques, des rames sextuples sans restaurant pouvaient être assemblées.

## Exploitation
Dès leur mise en service, elles sont affectées à des trains de passagers sur la Huddersfield line (en) qui traverse la chaîne des Pennines. Elles s'illustrent à la fois sur des dessertes rapides Hull – Leeds – Huddersfield – Manchester – Liverpool mais aussi sur des omnibus sur cette même ligne et sur la liaison de Manchester à Liverpool via Tyldesley. Au début des années 1970, elles pouvaient également circuler entre Manchester et Blackpool ou entre Hull et Beverley.
La voiture-buffet, bien qu'attrayante, perd rapidement de la clientèle en partie à cause des bogies qui provoquent des secousses sur les nombreuses courbes de la ligne. Le service des plats cuisinés sur une plaque chaude (griddle) est supprimé[Quand ?] et quatre remorques buffet sont parquées hors-service. Une tentative de revaloriser la restauration à bord a lieu en été 1973 avec la rénovation des intérieurs et la reprise des repas chauds mais il ne sera que de courte durée et toutes les remorques buffet sont démolies au plus tard en 1975.